# سويسرا في الحربين العالميتين
حافظت سويسرا على الحياد خلال الحرب العالمية الأولى والحرب العالمية الثانية. كان من المهم أن تقيم الدول المتحاربة علاقات دبلوماسية وتجارية معها، وبالإضافة إلى ذلك، كانت ملاذا آمنًا للاجئين.

## الحرب العالمية الأولى

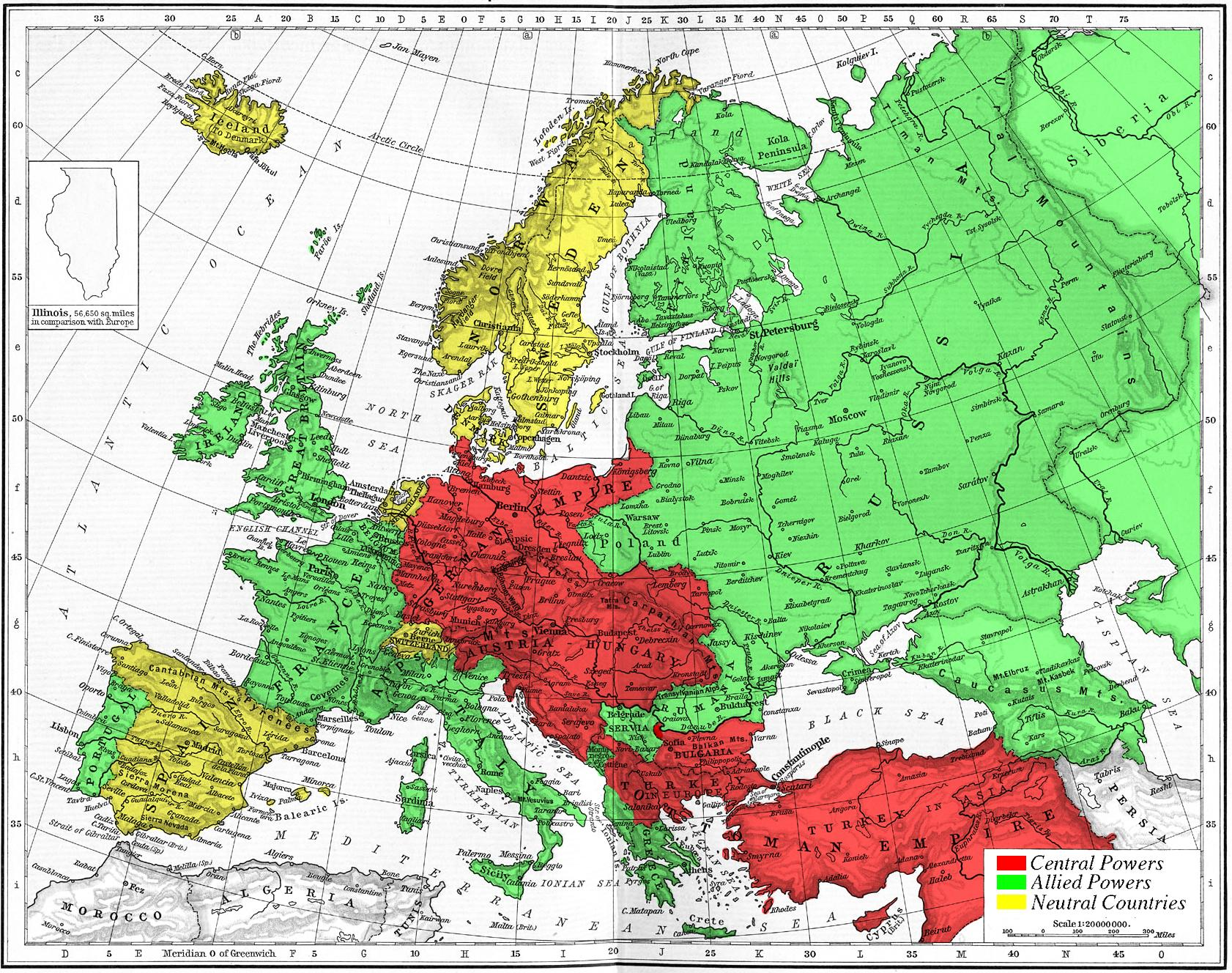
التحالفات في أوروبا في 1915. وجدت سويسرا (باللون الأصفر) نفسها محاطة بأعضاء في تحالفات معادية.

حافظت سويسرا على حالة من الحياد خلال الحرب العالمية الأولى. يبدو أنه مع وجود قوتين مركزيتين (ألمانيا-الإمبراطورية النمساوية المجرية) وقوتين من قوى الحلفاء (فرنسا وإيطاليا) تشتركان في الحدود والسكان مع سويسرا، تبين أن البقاء في حالة الحياد صعب. ومنذ ديسمبر 1914 وحتى ربيع عام 1918، نشرت قوات سويسرية على طول الحدود الفرنسية خشية أن تمتد حرب الخنادق إلى سويسرا. كانت الحدود الإيطالية أقل قلقًا، لكن القوات كانت متمركزة أيضًا في منطقة في غراوبوندن. كانت الأغلبية الناطقة بالألمانية في سويسرا تفضل بوجه عام قوى المحور، انحاز الناطقون بالفرنسية، وفيما بعد، الناطقون بالإيطالية إلى الحلفاء، الأمر الذي سبب صراعًا في عام 1918. يبدو أن البلاد تمكنت من الخروج من الحرب. وخلال الحرب حوصرت سويسرا من الحلفاء، ثم عانت من بعض الصعوبات. أتاحت الحرب نمو القطاع المصرفي السويسري، نظرًا لأن سويسرا تقع في مكان مركزي ومحايدة عمومًا. ولنفس الأسباب، أصبحت سويسرا ملاذًا للاجئين والثوار.
وفي أعقاب تنظيم الجيش في عام 1907 والتوسع العسكري في عام 1911، كان الجيش السويسري يتألف من نحو 250 ألف رجل مع إضافة 200 ألف فرد في الأدوار الداعمة. أخذ كل من نظامي التحالف الأوروبي حجم الجيش السويسري في الحسبان في السنوات السابقة لعام 1914، ولا سيما في خطة شليفن.
وفي أعقاب إعلانات الحرب في أواخر يوليو 1914، عبأت سويسرا جيشها في 1 أغسطس 1914؛ وبحلول 7 أغسطس كان الجنرال أولريش ويل المعين حديثا على رأس 200 ألف رجل. وبحلول 11 أغسطس، كان ويلي قد نشر قسمًا كبيرًا من الجيش على طول حدود جورا مع فرنسا مع انتشار وحدات صغيرة على طول الحدود الشرقية والجنوبية. وظل هذا الوضع دون تغيير حتى مايو من عام 1915 عندما دخلت أيطاليا الحرب على جانب الحلفاء، حيث نشرت قوات في وادي اونترينجادين وفال موستر وعلى طول الحدود الجنوبية.
وبمجرد أن بات من الواضح أن الحلفاء والقوى المركزية قد احترموا الحياد السويسري، بدأ عدد القوات المنتشرة في الانخفاض. وبعد سبتمبر 1914، سُرّح بعض الجنود وسمح لهم بالعودة إلى مزارعهم وإلى الصناعات الحيوية. وبحلول نوفمبر 1916، كان لدى السويسريين 38 ألف رجل فقط في الجيش. وزاد هذا العدد خلال شتاء 1916-1917 إلى أكثر من 100 ألف نتيجة لهجوم فرنسي مقترح كان سيعبر سويسرا. وعندما فشل هذا الهجوم، بدأ الجيش يتقلص وينخفض مرة أخرى. وبسبب الإضرابات العمالية الواسعة النطاق تقلص الجيش السويسري في نهاية الحرب إلى 12,500 رجل فقط.
وخلال الحرب، عبر «المتحاربون» الحدود السويسرية حوالي 1000 مرة، مع حصول بعض هذه الحوادث حول موقع دريسبراشين بيز؛. وخلال الحرب، وقعت معارك ضارية في ثلوج المنطقة، حتى أنه جرى إطلاق للنار عبر المناطق السويسرية في بعض الأحيان. واتفقت الدول الثلاث على عدم إطلاق النار على الأراضي السويسرية التي وقعت بين النمسا (شمالاً) وإيطاليا (جنوبًا). وبدلا من ذلك، كان بوسعهم أن يطلقوا النار على الممر، حيث كانت الأراضي السويسرية في ذروة الارتفاع. وفي إحدى الحوادث، قتل جندي سويسري في مخفر دريسبراشين بيز بنيران إيطالية.
وخلال القتال، أصبحت سويسرا ملاذا للعديد من السياسيين والفنانين والسلميين والمفكرين، وأصبحت برن وزيورخ وجنيف مراكز حوار.
كان البلاشفة فصيلا من حزب العمال الديمقراطي الاشتراكي الروسي، وكانوا يتبعون لفلاديمير لينين. وفي أعقاب اندلاع الحرب، أصيب لينين بالذهول عندما دعمت الأحزاب الديمقراطية الاشتراكية الكبيرة في أوروبا (التي كانت غالبيتها ماركسية في ذلك الوقت) الجهود الحربية التي تبذلها مختلف البلدان. وتبنى لينين (ضد الحرب باعتقاده أن فلاحي وعمال البروليتاريا يخوضون معركة البرجوازية من أجلهم) موقفًا مفاده أن ما وصفه بالحرب الإمبريالية يجب أن تتحول إلى حرب أهلية بين الطبقات. غادر النمسا إلى سويسرا المحايدة في عام 1914 عقب اندلاع الحرب وظل نشطًا في سويسرا حتى عام 1917. وفي أعقاب ثورة فبراير 1917 في روسيا وتخلي القيصر نيقولا الثاني عن الحكم، غادر سويسرا على متن القطار المغلق إلى بيتروغراد، وقاد ثورة أكتوبر 1917 في روسيا.

## فترة ما بين الحربين
كان من نتائج الحرب العالمية الأولى توسع سويسرا أثناء فترة ما بين الحربين العالميتين. ففي استفتاء أجري في ولاية فورارلبرغ النمساوية في الحادي عشر من مايو 1920، أيد أكثر من 80% من المصوتين اقتراحًا بانضمام الدولة إلى الاتحاد السويسري. بيد أن معارضة الحكومة النمساوية والحلفاء والليبراليين السويسريين والإيطاليين-السويسريين والسويسريين-الفرنسيين منعت ذلك.
غير أن إمارة ليختنشتاين تمكنت من استبعاد نفسها من النمسا في عام 1918، ووقعت على اتحاد نقدي وجمركي مع سويسرا يضمن لها استقلالها فعليا. وفي عام 1920، انضمت سويسرا إلى عصبة الأمم.
وفي عام 1934، صدر قانون المصارف السويسرية. وسمح هذا بحسابات مصرفية مجهولة المصدر، الأمر الذي سمح للألمان (بما في ذلك اليهود) بإخفاء أو حماية أصولهم من المصادرة بواسطة الرايخ الثالث الذي كان قد تأسس حديثا.
وفي عام 1936 اغتيل فيلهلم جوستلوف في دافوس؛ وكان رئيسا لمنظمة أوسلاندز التابعة للحزب النازي في سويسرا. رفضت الحكومة السويسرية تسليم القاتل المزعوم ديفيد فرانكفورتر إلى ألمانيا. وحكم على فرانكفورتر بالسجن 18 عاما ولكن صدر عفو عنه عام 1946.
ومع تصاعد التوتر الأوروبي في ثلاثينيات القرن العشرين، بدأت سويسرا في إعادة النظر في وضعها السياسي والعسكري. تخلى الحزب الاشتراكي الديمقراطي عن مواقفه الثورية والمعادية للجيش، وسرعان ما بدأت البلاد في إعادة تسليح نفسها للحرب. توقع عضو مجلس الحكم في حزب العمال، رودولف مينجر، أن الحرب ستأتي في عام 1939، وقاد إعادة بناء الجيش السويسري. وابتداء من عام 1936، حصل على ميزانية دفاع أكبر. وأعيدت هيكلة الجيش إلى فرق أصغر حجما وأفضل تجهيزا، ومعسكر لإقامة المجندين، ومدد التدريب إلى ثلاثة أشهر.
اتُّخذت إجراءات لإثبات هوية سويسرا الوطنية المستقلة وثقافتها الفريدة من القوى الفاشية المحيطة بها. وتعرف هذه السياسة باسم «الدفاع الوطني الروحي». في عام 1937، افتتحت الحكومة متحف المواثيق الاتحادية. تزامنت زيادة استخدام اللغة الألمانية السويسرية مع إجراء إستفتاء وطني جعل من الرومانشية لغة وطنية في عام 1938، وهو تحرك يهدف إلى التصدي لمحاولات بينيتو موسوليني إثارة النزعة القومية الإيطالية في المناطق الجنوبية الغربية وتيسينو.